# 剛しいら
剛 しいら（ごう しいら、6月9日 - 2018年4月1日）は、日本のボーイズラブ小説家・少女小説家。血液型はA型。

## 経歴・人物
東京都出身、千葉県在住。愛猫家。剛しいらというペンネームは怪獣王ゴジラに由来する。
1995年に起こった阪神・淡路大震災をニュースで目の当たりにし、「自分の人生に悔いのないように生きようと十何年ぶりに小説の投稿を始め」、やがて投稿作「一枚の遺書」が白夜書房のボーイズラブ小説誌『小説イマージュ』(1996年5月号) に掲載され作家デビューした。同作は新人賞と第12回月間イマージュクラブ賞に選出されている。後にマガジン・マガジン発行の小説誌「小説JUNE」でも活動。
スティーヴン・キングとディーン・R・クーンツを目標としており、ミステリーやホラー系統の作品を好んだ。
2018年4月1日、病気のため死去。

## 作品リスト

### 小説作品
1997年
- 帰宅（初の単行本、イラスト：茶屋町勝呂）
- 子守歌…消えた（イラスト：水上有理）

1998年
- 夢のまた…夢（イラスト：小野塚カホリ）
- 誰にも言えない（イラスト：マーヤ美月）
- このままでいさせて（イラスト：藤崎一也）

1999年
- ボクサーは犬になる ドクター×ボクサー〈1〉（イラスト：石原理）
- ライバルも犬を抱く ドクター×ボクサー〈2〉（イラスト：石原理）
- 猫は好き?（イラスト：ほたか乱）

2000年
- ドクターは犬を愛す ドクター×ボクサー〈3〉（イラスト：石原理）
- はめてやるっ!（イラスト：石原理）
- 座布団（イラスト：山田ユギ）

2001年
- ボクサーを犬は癒す ドクター×ボクサー〈4〉（イラスト：石原理）
- やってやるっ!（イラスト：石原理）
- おとしてやるっ!（イラスト：石原理）
- 顔のない男（イラスト：北畠あけ乃）
- 炎の記憶（イラスト：雪舟薫）
- 教授の密かな愉しみ（イラスト：華門）
- スーツの夜（イラスト：やまねあやの）
- 酔って、酔わせて（イラスト：鳥人ヒロミ）

2002年
- ボクサーは犬と歩む ドクター×ボクサー〈5〉（イラスト：石原理）
- 水の記憶（イラスト：雪舟薫）
- ライオンを抱いて（イラスト：小笠原宇紀）
- 愛され過ぎて孤独（イラスト：新田祐克）
- 月の秘密（イラスト：華門）
- 雛供養（イラスト：須賀邦彦）
- 今夜はきめるぜ!（イラスト：ほたか乱）
- ホテルで逢いましょう（イラスト：西村しゅうこ）
- イケてる男の育てかた!（イラスト：CJ Michalski）
- 最速ラヴァーズ（イラスト：小笠原宇紀）

2003年
- ドクターは犬に勝つ ドクター×ボクサー〈6〉（イラスト：石原理）
- 教授の華やかな悦び（イラスト：華門）
- 愛し過ぎた至福（イラスト：新田祐克）
- 白衣の悪魔（イラスト：徳丸佳貴）
- 別れのない国（イラスト：柏木ヒロヒサ）
- 惚れたら最期（イラスト：稲荷家房之介）
- 大いなる遺産（イラスト：小笠原宇紀）
- 夢のない夜に（イラスト：高座朗）
- 真夜中の裏切り（イラスト：斐火サキア）
- 沈黙の狼（イラスト：桜城やや）
- 御足をお舐め（イラスト：門地かおり）
- 恋の達人（イラスト：みささぎ楓李）

2004年
- 見知らぬ男（イラスト：北畠あけ乃）
- 落語家（イラスト：山田ユギ）
- 人のかたち（イラスト：小笠原宇紀）
- 仇なれども（イラスト：今市子）
- 奪われた白衣（イラスト：萩原薫）
- 流れゆく想い（イラスト：佐々成美）
- 愛と恋の境界（イラスト：亜樹良のりかず）
- まほろば恋奇譚（イラスト：稲荷家房之介）
- ホテルに隠れましょう（イラスト：西村しゅうこ）
- 主夫のおつとめ!（イラスト：片岡ケイコ）

2005年
- ボクサーは犬に勝つ ドクター×ボクサー〈7〉（イラスト：石原理）
- 時のない男（イラスト：北畠あけ乃）
- 色重ね（イラスト：高口里純）
- 蜜と罪（イラスト：タカツキノボル）
- タイムアウト（イラスト：やまねあやの）
- 夜の秘密（イラスト：巴里）
- 汚された白衣（イラスト：萩原薫）
- ライバルは犬に勝つ ドクター×ボクサー番外（イラスト：石原理）
- 別れごっこ（イラスト：山田ユギ）
- 茉莉花茶の魔法（イラスト：緋色れーいち）
- 星の秘密（イラスト：巴里）
- 反逆の狼（イラスト：桜城やや）
- 淫らな白衣 色道秘伝書 白の巻（イラスト：櫻井しゅしゅしゅ）
- 虜囚（イラスト：稲荷家房之介）
- 美食家は愛に溺れる（イラスト：桜城やや）
- おもちゃの王国（イラスト：緋色れーいち）
- 赤色サイレン（イラスト：神崎貴至）
- 美男の逆襲（イラスト：ライトグラフII）
- 惚れたら危険（イラスト：稲荷家房之介）
- とまり木の麗人（イラスト：木村メタヲ1号）

2006年
- 黒衣の公爵（イラスト：珠黎皐夕）
- カフェラテの純愛（イラスト：緋色れーいち）
- 牡丹を抱いて（イラスト：ライトグラフII）
- 決戦はバレンタイン!（イラスト：蔵王大志）
- 永遠少年（イラスト：中村春菊）
- 風は生意気（イラスト：亜樹良のりかず）
- パパは大変!（イラスト：CJ Michalski）
- 恋愛高度は急上昇（イラスト：亜樹良のりかず）
- 古都の紅（イラスト：石原理）

2007年
- 美しい犬（イラスト：亜樹良のりかず）
- 危険な残業手当（イラスト：やまねあやの）
- シンクロハート（イラスト：小山田あみ）
- 紅の大王（イラスト：珠黎皐夕）
- タイムリミット（イラスト：やまねあやの）
- 愛を食べても（イラスト：ひたき）
- 新宿探偵（イラスト：桜城やや）
- 紅茶は媚薬（イラスト：緋色れーいち）
- 君は優しく僕を裏切る（イラスト：新藤まゆり）
- フェイク（イラスト：かんべあきら）

2008年
- 雪の記憶（イラスト：高群保）
- 緑の記憶（イラスト：北村小梅）
- 狼伯爵 -永久のつがい-（イラスト：タカツキノボル）
- 狼王 -運命のつがい-（イラスト：タカツキノボル）
- 白銀の麗人（イラスト：珠黎皐夕）
- 攫いにまいります! -平安盗賊恋♥絵巻-（イラスト：乙橘）
- 金の姫と金の王 -神の眠る国の物語-（イラスト：佐倉汐）
- 命いただきます!（イラスト：麻生海）
- レッスンディープラブ（イラスト：大和名瀬）
- フードの情熱（イラスト：緋色れーいち）
- 見えない月（イラスト：榎本）
- 夜に咲く花（イラスト：麻生ミツ晃）
- 誘惑ヴォイス（イラスト：徳丸佳貴）

2009年
- 描くのは愛（イラスト：朝南かつみ）
- 狂犬（イラスト：有馬かつみ）
- 狼皇帝 -宿命のつがい-（イラスト：タカツキノボル）
- ムーンライト（イラスト：金ひかる）
- 優しい罠（イラスト：緒田涼歌）
- 青銅の愛人（イラスト：珠黎皐夕）
- 盗っ人と恋の花道（イラスト：葛西リカコ）
- 華の皇宮物語（イラスト：早瀬あきら）
- 妖しの剣（イラスト：槇えびし）
- 華の涙（イラスト：御園えりい）
- 我が儘な皇太子は恋着する（イラスト：周防佑未）
- 金の王と銀の許婚 -神の眠る国の物語-（イラスト：佐倉汐）
- 夜を待つ姫君 -スワンドール奇譚-（イラスト：黒葉.K）
- 獣となりても（イラスト：北沢きょう）
- いきなりケモノ姫 -花嫁の凱旋-（イラスト：増田メグミ）
- リメイク（イラスト：かんべあきら）
- 騙す躰 奪う心（イラスト：三城遥稀）

2010年
- 愛玩人形（イラスト：小山田あみ）
- 手錠（イラスト：小路龍流）
- 匣男（イラスト：吉村正）
- 天使は罪とたわむれる（イラスト：宮本佳野）
- その刑事、天使につき（イラスト：ひたき）
- 決別の塔（イラスト：タカツキノボル）
- 針の魔法 -スワンドール奇譚-（イラスト：凪かすみ）
- 煌めきは貴族を陥れる（イラスト：海老原由里）
- 姫を守る姫 -スワンドール奇譚-（イラスト：楢咲コウジ）
- 約束の香り（イラスト：緋色れーいち）

2011年
- 座布団（イラスト：山田ユギ）
- 花扇（イラスト：山田ユギ）
- 禁縛（イラスト：嵩梨尚）
- 魅惑の饗宴 -スワンドール奇譚-（イラスト：起家一子）
- 猫を愛でる犬（イラスト：東野海）
- ホームドラマ（イラスト：本間アキラ）
- 白銀の虜囚（イラスト：海老原由里）
- ペーパームーン（イラスト：金ひかる）
- 巣籠の歌姫 -スワンドール奇譚-（イラスト：鳴海ゆき）
- 目覚めの秘薬 -スワンドール奇譚-（イラスト：Ciel）
- 12粒の宝石姫（イラスト：サカノ景子）
- タネもシカケも…。（イラスト：高花ロッチ）
- 煌めきの秘薬 -スワンドール奇譚-（イラスト：Ciel）

### 漫画原作
- 発情系ドラッグス（作画：鹿谷サナエ）

### 同人誌
- 僕のピアノ